# Zollikerberg
Zollikerberg är en ort i kommunen Zollikon i kantonen Zürich i Schweiz. Den ligger cirka 5 kilometer sydost om centrala Zürich. Orten har 5 248 invånare (2021).